# Юні мисливці за головами
«Юні мисливці за головами» (англ. Teenage Bounty Hunters) — американський підлітковий комедійно-кримінальний телесеріал Кейтлін Джордан, прем'єра якого відбулася 14 серпня 2020 року (Netflix). Виробник — компанія «Tilted Productions», режисер — Ребекка Ешер та інші.
За сюжетом дві сестри-близнючки у позашкільний час будують кар'єру мисливиць за головами. У головних ролях Медді Філліпс і Анжеліка Бетт Фелліні.
У жовтні 2020 року серіал був закритий після першого сезону.

## Акторський склад

### Основний
- Медді Філліпс — Стерлінг Веслі, студентка Віллінгемської академії, сестра Блер, поєднує життя мисливиці за головами із лідерством у товаристві християнської школи
- Анжеліка Бетт Фелліні — Блер Веслі, студентка Віллінгема, бунтарка, сестра Стерлінг
- Кадім Гардісон — Боузер Сіммонс, наставник сестер Віслі, менеджер магазину йогуртів
- Вірджинія Вільямс — Деббі Веслі, мати Стерлінг і Блер / Дана Калпеппер, сестра-близнючка Деббі

### Повторювані ролі
- Маккензі Остін — Андерсон Веслі, батько близнючок
- Спенсер Гаус — Люк Кресвелл, хлопець Стерлінг
- Майлз Еванс — Майлз Тейлор, в якого закохана Блер
- Девон Гейлз — Ейпріл Стівенс, суперниця Стерлінг, який заздрить її призначенню лідером товариства
- Ерік Ґрейз — Езекіл, друг Ейпріл
- Чериті Сервантес — Ханна Б., подруга Ейпріл
- Вінн Еверетт — Еллен Джонсон, викладачка Академії Віллінгема
- Керолін Джонс Елліс — Кеті, працівниця магазину «Йогуртопія»
- Кліффорд Сміт (Method Man) — Терренс Коін, мисливець за головами, суперника Боузера
- Ширлі Рум'єрк — Йоланда, власниця ломбарду, бос Боузера та його колишня невістка (братовá)
- Ґівен Шарп — Горні Лорна, розпусна студентка Віллінгемської академії
- Джейкоб Родс — Франклін, товариш Люка в команді з гольфу